# Mont Babor
Pour les articles homonymes, voir Babor (homonymie).
 (mars 2008).
Si vous disposez d'ouvrages ou d'articles de référence ou si vous connaissez des sites web de qualité traitant du thème abordé ici, merci de compléter l'article en donnant les références utiles à sa vérifiabilité et en les liant à la section « Notes et références ».
Le mont Babor, djebel Babor ou adrar n Babor (kabyle : Adrar n Babuṛ ou Babuṛ ameqran), parfois Grand Babor, est une montagne de la chaîne des Babors culminant à 2 004 m d'altitude en Petite Kabylie (Algérie), à l'extrémité nord de la wilaya de Sétif,[source insuffisante].

## Faune et flore
La montagne abrite des forêts de Cèdre de l'Atlas et du Sapin de Numidie (espèce endémique du Babor et du Tababort). C'est sur cette montagne que fut découverte la Sittelle kabyle (oiseau endémique de la région) le 5 octobre 1975 par le belge Jean-Paul Ledant.

## Climat
Le climat de la région est froid et humide avec de fortes chutes de neige en automne et en hiver et des précipitations dépassant les 1 700 mm/an[réf. nécessaire]. En hiver, les températures sont basses et très souvent négatives mais chaudes en été, atteignant parfois les 30 degrés.